# Nieky Holzken
Nieky Holzken (Helmond, 16 de dezembro de 1983) é um kickboxer e boxeador holandês.
Ele foi campeão dos meio-médio Glory, além de duas vezes campeão europeu de muay thai e vencedor do torneio K-1 MAX Scandinavia de 2006.
Paralelamente à sua carreira de kickboxer, ele também teve experiências ocasionais no mundo do boxe, onde é conhecido por ter participado da Super Série Mundial de Boxe de 2018.

## Títulos
- 2004 M.O.N Dutch Open Amateur tournament (-71 kg) champion
- 2005 SIMTA Light Middleweight European champion
- 2007 SIMTA 72 kg European champion
- 2011 WFCA K-1 Rules Super Middleweight World champion
- 2013 Glory Welterweight (-77 kg/169.8 lb) Championship
- 2015 Glory Welterweight (-77 kg/169.8 lb) Contender Tournament Winner